# 新亚速
46°17′37″N 35°2′42″E / 46.29361°N 35.04500°E
新亚速（烏克蘭語：Новий Азов）是位於烏克蘭南部的村莊，由赫爾松州海尼切斯克區的海尼切斯克市镇負責管轄。該村始建於1922年，面積18平方公里，海拔高度10米，2001年人口177，人口密度每平方公里9.85人。